# 본 레거시 (영화)
본 레거시(The Bourne Legacy)는 2012년 개봉한 미국의 영화이다. 동명의 소설을 바탕으로 하고 있다.

## 줄거리
제이슨 본 시리즈의 네 번째 작품인 '본 레거시'는 제이슨 본이 등장하지 않는 대신, 유전자 강화된 비밀 요원 아론 크로스를 중심으로 이야기가 전개된다. 제이슨 본의 활약으로 인해 트레드스톤 작전과 그 후속인 블랙브라이어 작전이 세상에 알려지자, 이와 연관된 또 다른 비밀 작전인 아웃컴의 존재가 드러날 위기에 처한다. 아웃컴 작전을 은폐하려는 정부 조직은 요원들과 관련 과학자들을 제거하기 시작하고, 이에 아론 크로스는 생존을 위해 필사적으로 도망친다.
알래스카에서 훈련 중이던 아론은 드론 공격을 받고 간신히 살아남는다. 한편, 아웃컴 프로그램을 담당하던 제약 회사의 연구원들은 프로그램 은폐를 위해 제거되고, 유일하게 살아남은 마르타 셰어링 박사는 아론과 함께 도피한다. 아론은 자신의 신체 능력을 유지하기 위해 필요한 약물 공급이 끊기자, 셰어링 박사와 함께 필리핀으로 향해 자신의 정신 능력 강화에 필요한 바이러스를 확보하려 한다.
필리핀 제약 연구소에서 바이러스를 얻는 데 성공하지만, 그들을 추적해온 정부 조직의 킬러와 현지 경찰의 추격을 받게 된다. 격렬한 추격전 끝에 킬러를 제거하지만 아론은 부상을 입고 의식을 잃는다. 셰어링은 아론을 데리고 필리핀을 탈출하고, 그들이 숨어있던 장소를 습격한 정부 조직은 '더 이상은 안 돼'라는 메시지를 발견한다. 한편, 미국에서는 블랙브라이어 책임자가 제이슨 본 추적을 위한 작전이었다고 거짓 증언을 하고, 셰어링과 아론은 다음 목적지를 정하며 새로운 국면을 맞이한다.

## 출연
- 제러미 레너 - 에런 크로스 / 케네스 깁슨
- 레이철 바이스 - 마타 시어링
- 에드워드 노턴 - 에릭 바이어 대령
- 조앤 앨런 - 패멀라 랜디
- 데이비드 스트라선 - 노아 보슨
- 앨버트 피니 - 앨버트 허시
- 스콧 글렌 - 에즈라 크레이머
- 오스카 아이작 - No. 3
- 도나 머피 - 디타
- 스테이시 키치 - 마크 터소
- 젤코 이바네크 - 도널드 포이트
- 코리 스톨 - 벤덜
- 데니스 부치카리스 - 테런스 워드
- 코리 존슨 - 레이 윌스
- 닐 브룩스 커닝햄 - 댄 힐컷 박사
- 셰인 제이컵슨 - 매키
- 패디 콘시딘 - 사이먼 로스
- 엘리자베스 마블 - 코니 다우드 박사
- 루이 오자와 장젠 - LARX-03
- 존 아킬라 - 조지프
- 마이클 베레시 - 레너드

## 촬영지
이 영화는 2011년 6월 초, 대한민국의 서울에서 촬영되었다. 영화 초반부에 노란색 알약을 먹은 세계 각국의 요원들이 차례로 쓰러지는데, 이 같은 일이 벌어지는 장소로, 파키스탄의 카라치와 대한민국의 서울이 등장한다. 서울 야경에 펼쳐진 마천루, 강남역 10번출구 인근 서초대로 77길 (서초동 1308번지)이 등장하며, 가락시장역에 도착하는 서울 지하철 3호선이 짤막하게 등장한다. 한국의 요원 역에는 한국계 미국인 여배우 제니퍼 김이 맡았다.